# Paco paco

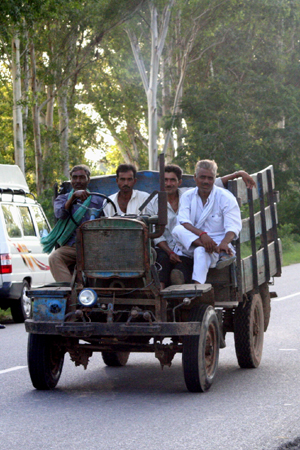
"Camion paco paco" en Inde

Le Paco paco est un véhicule rudimentaire ressemblant à un petit camion ou à un petit buggy et utilisé principalement par les agriculteurs des régions pauvres du Brésil.
La pièce principale de ce type d'engin est le moteur, celui-ci est issu de la récupération de pompes à eau jadis utilisées par les chercheurs d'or pour leur quête. Chaque paco paco est fabriqué artisanalement selon les besoins du client et selon les pièces récupérées disponibles, ainsi chaque véhicule est unique. Ce type de véhicule n'est soumis à aucune réglementation : celui-ci ne possède pas de plaque d'immatriculation et il n'existe aucune norme de construction, cependant les choses sont en train d'évoluer et la circulation de paco paco a été récemment interdite sur la route afin d'augmenter la sécurité, ce qui pourrait créer un grand tort aux quelques constructeurs de paco paco.
L'origine du paco paco remonte à l'époque de la ruée vers l'or dans la région de l'Amazonie brésilienne, les chercheurs d'or disposaient de pompes à eau destinées à l'extraction de l'or mais manquaient cependant de véhicules capables d'évoluer en dehors des routes. Les moteurs des pompes à eau furent placés sur des châssis d'épaves de véhicules et l'ingéniosité de quelques mécaniciens fit le reste. Avec le déclin de la recherche d'or l'utilisation du véhicule a évolué et ce sont maintenant les agriculteurs des régions pauvres du Brésil qui l'utilisent. Son nom provient du bruit « teuf teuf » caractéristique des moteurs diesel à un ou deux cylindres qui le compose. Les engins considérés comme les plus fiables sont vendus à un prix équivalent à 3 000 € et se déplacent à la vitesse de 40 km/h. La vitesse est cependant un critère négligeable comparé à sa faible consommation qui est son principal atout.

## Liens
- Liste des véhicules
- Lien vers un site web brésilien